# 뢰이-디드로역
뢰이-디드로(프랑스어: Reuilly – Diderot, 프랑스어 발음: [ʁœji didʁo])역은 파리 메트로의 1호선과 8호선 역이다.
이 역은 1900년 7월 19일 포르트 드 뱅센 ~ 포르트 마이요간의 1호선 열차 운행이 시작된 지 한 달 후인 1900년 8월 13일에 개통되었다. 1931년 5월 5일, 8호선 승강장은 리슐리외-드로 ~ 포르트 드 샤랑통간 연장선으로 개통되었다. 역명은 백과전서의 공동 편집자인 드니 디드로의 이름을 딴 디드로 대로(Boulevard Diderot)와, 현재 12구에 통합된 옛마을 뢰이(Reuilly)에서 따온 뢰이 도로(rue de Reuilly)에서 따왔다.

## 역 구조
| G            | 거리                                              | 출구                                              |
| M            | 대합실                                            | 출구 통로                                         |
| 1호선 승강장 | 상대식 승강장 및 스크린도어, 오른쪽 출입문이 열림 | 상대식 승강장 및 스크린도어, 오른쪽 출입문이 열림 |
| 1호선 승강장 | 서행                                              | ← 라데팡스-그랑다르슈 방면 (파리 리옹역)          |
| 1호선 승강장 | 동행                                              | → 샤토 드 뱅센 방면 (나시옹) →                    |
| 1호선 승강장 | 상대식 승강장 및 스크린도어, 오른쪽 출입문이 열림 |                                                   |
| 8호선 승강장 | 상대식 승강장, 오른쪽 출입문이 열림               | 상대식 승강장, 오른쪽 출입문이 열림               |
| 8호선 승강장 | 북행                                              | ← 발라르 방면 (페데르브 샬리니)                   |
| 8호선 승강장 | 남행                                              | → 푸엥트 뒤 락 방면 (몽갈레) →                    |
| 8호선 승강장 | 상대식 승강장, 오른쪽 출입문이 열림               |                                                   |

## 사진첩

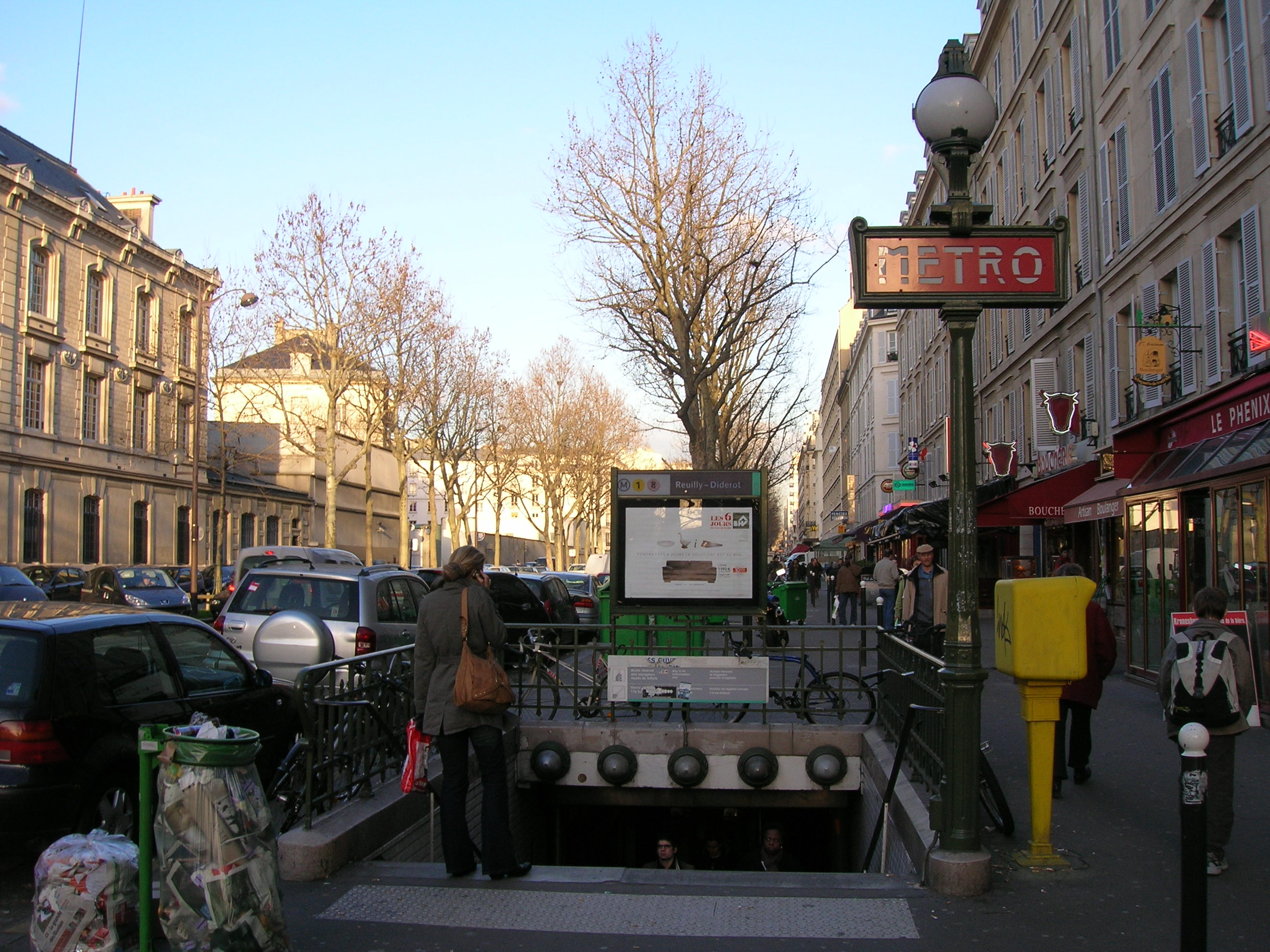
뢰이-디드로 역출구
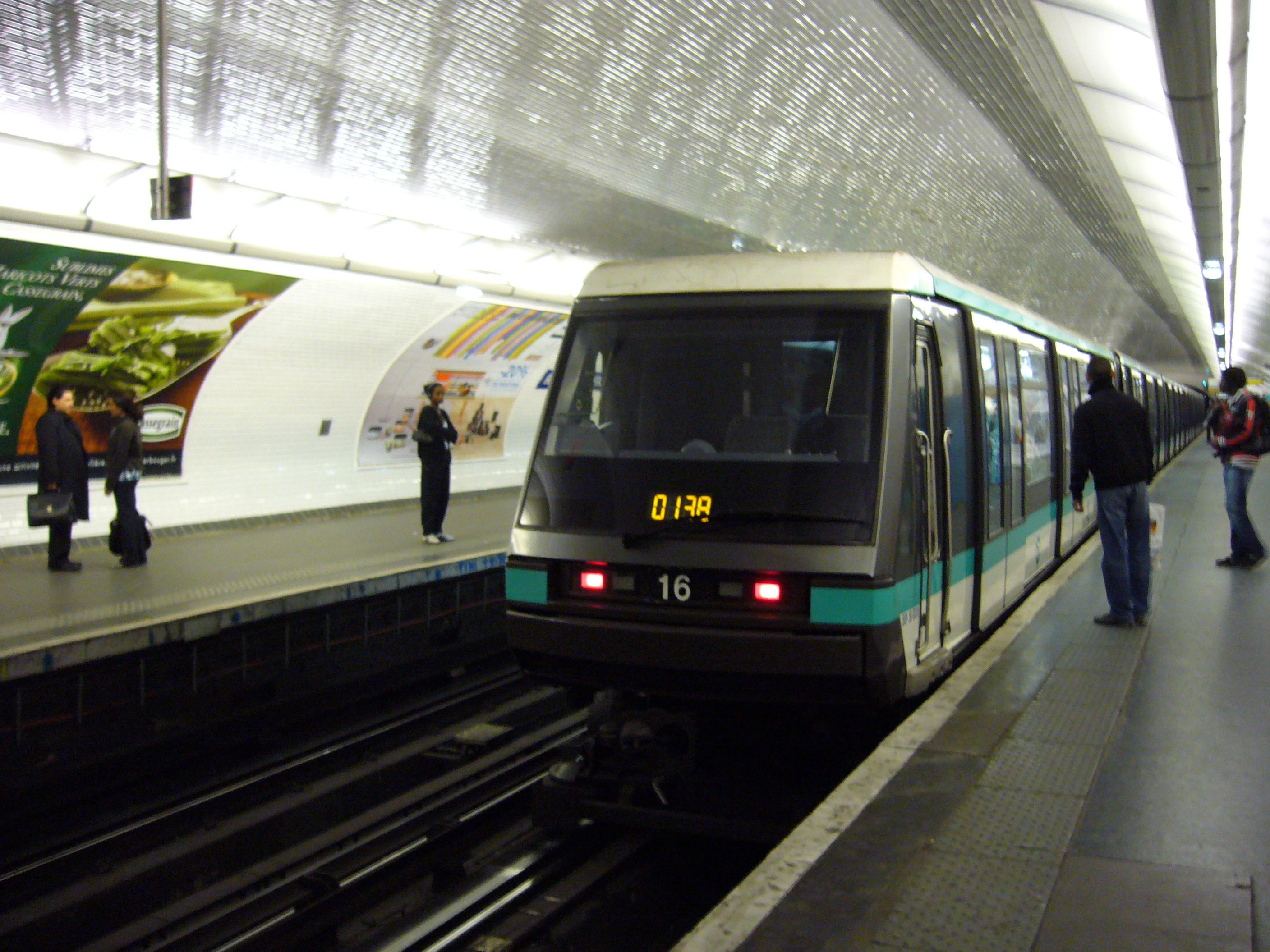
1호선 뢰이-디드로 역에 진입한 MP 89 열차

## 같이 보기
위키미디어 공용에 뢰이-디드로역 관련 미디어 분류가 있습니다.

## 참고 문헌
- Roland, Gérard (2003). Stations de métro. D’Abbesses à Wagram. Éditions Bonneton.

틀:파리 메트로 8호선